# Ribera Baixa
Ribera Baixa (em valenciano; em castelhano: Ribera Baja) é uma comarca da Comunidade Valenciana, na Espanha. Sua capital é o município de Sueca. Limita com as comarcas de Valência, Horta Sud, Ribera Alta, Safor, e também com o mar Mediterrâneo.

## Municípios
| Município            | População | Superfície | Densidade |
| -------------------- | --------- | ---------- | --------- |
| Albalat de la Ribera | 3.429     | 14,30      | 239,79    |
| Almussafes           | 7.967     | 10,80      | 737,68    |
| Benicull de Xúquer   | 904       | 3,56       | 253,93    |
| Corbera              | 3.249     | 20,30      | 160,04    |
| Cullera              | 23.406    | 53,80      | 435,05    |
| Favara               | 2.048     | 9,40       | 217,87    |
| Fortaleny            | 991       | 4,60       | 215,43    |
| Llaurí               | 1.318     | 13,60      | 96,91     |
| Polinyà de Xúquer    | 2.404     | 12,70      | 189,29    |
| Riola                | 1.824     | 5,60       | 325,71    |
| Sollana              | 4.708     | 39,20      | 120,10    |
| Sueca                | 28.112    | 92,50      | 303,91    |